# Encephalartos dolomiticus
Encephalartos dolomiticus là một loài thực vật hạt trần trong họ Zamiaceae. Loài này được Lavranos & D.L.Goode mô tả khoa học đầu tiên năm 1988.